# Liste der Stolpersteine in Zamora

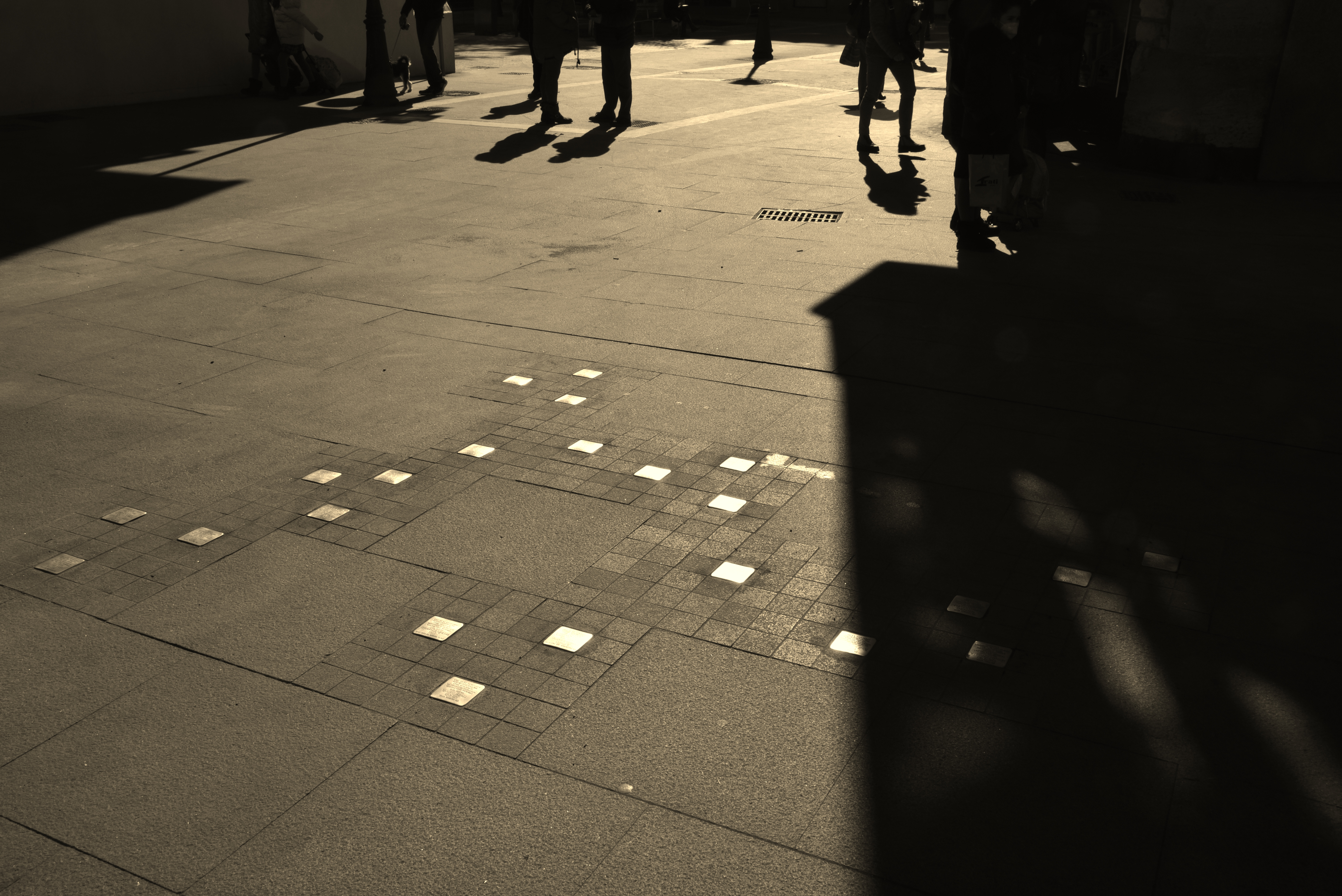
Stolpersteine in Zamora

Die Liste der Stolpersteine in Zamora enthält die Stolpersteine, die in der spanischen Stadt Zamora in der Autonomen Gemeinschaft Kastilien-León in Spanien, die vom Kölner Künstler Gunter Demnig verlegt wurden. Stolpersteine erinnern an das Schicksal der Menschen, die von den Nationalsozialisten ermordet, deportiert, vertrieben oder in den Suizid getrieben wurden. Sie liegen im Regelfall vor dem letzten selbstgewählten Wohnsitz des Opfers.
Die kastilische Übersetzung des Begriffes Stolpersteine lautet: pedres que fan ensopegar. In Spanien werden sie jedoch zumeist piedras de la memoria (Erinnerungssteine) genannt.

## Verlegte Stolpersteine
In Zamora wurden bisher 23 Stolpersteine an einem Platz verlegt. Nahezu alle vom NS-Regime gefangen genommenen Spanier waren Republikaner, die gegen Franco gekämpft hatten und in den Jahren 1938 oder 1939 nach Frankreich geflüchtet waren. Nach der Besetzung Frankreichs wurden sie, so sie nicht entkommen oder sich verstecken konnten, verhaftet und zur Zwangsarbeit eingeteilt. Viele von ihnen wurden in das Konzentrationslager Mauthausen deportiert, viele starben im Außenlager Gusen oder wurden in der Tötungsanstalt Hartheim ermordet.
| Stolperstein | Übersetzung | Verlegort         | Name, Leben |
| ------------ | --- | ----------------- | --- |
|              | IN CORESES LEBTE SECUNDINO CAMPANO RODRÍGUEZ GEBOREN 1909 EXIL 1939 FRANKREICH INTERNIERT IN HOHENSTEIN DEPORTIERT 1940 MAUTHAUSEN BEFREIT                                            | Plaza de Alemania | Secundino Campano Rodríguez wurde am 7. April 1909 in Coreses geboren. Er war Friseur und ging 1939 ins Exil nach Frankreich. Er wurde in Hohenstein interniert. Am 9. August 1940 wurde er in das KZ Mauthausen deportiert. Er überlebte das NS-Regime und wurde am 5. Mai 1945 befreit. Er ging nach Paris und hatte dort einen Frisiersalon, den er bis zu seiner Pensionierung im Alter von sechzig Jahren führte. Danach ging er nach Perpignan. Er starb 2007. |
|              | IN ZAMORA LEBTE ATILANO CONDE GARCÍA GEBOREN 1918 EXIL 1939 FRANKREICH INTERNIERT IN FALLINGBOSTEL DEPORTIERT 1941 MAUTHAUSEN-GUSEN ERMORDET 12.12.1941                               | Plaza de Alemania | Atilano Conde García wurde am 5. Oktober 1918 in Zamora als Sohn von Rafael Conde Díez geboren. Er war Maurer von Beruf, kämpfte auf Seiten der Republikaner im Spanischen Bürgerkrieg und ging 1939 ins Exil nach Frankreich. Er wurde von deutschen Truppen gefasst und in Fallingbostel interniert. Am 27. Januar 1941 wurde er in das KZ Mauthausen deportiert. Am 17. Februar 1941 wurde er in das Außenlager Gusen verlegt, wo er noch vor Jahresende, am 12. Dezember 1941, ums Leben kam. |
|              | IN SANTOVENIA DEL ESLA LEBTE VICENTE FERRERAS FERNÁNDEZ GEBOREN 1897 EXIL 1939 FRANKREICH INTERNIERT IN TREVERIS DEPORTIERT 1941 MAUTHAUSEN-GUSEN ERMORDET 5.12.1941                  | Plaza de Alemania | Vicente Ferreras Fernández wurde am 22. Januar 1897 in Santovenia del Esla geboren. Die Vornamen seiner Eltern waren Norberto und Justa. Er wurde von deutschen Truppen gefangen genommen und war zuerst im Stalag XII D auf dem Petrisberg in Trier interniert. Seine Häftlingsnummer war dort 47.119. Am 25. Januar 1941 wurde er in das KZ Mauthausen deportiert und dort mit der Nummer 4.247 registriert. Am 17. Februar 1941 wurde er in das Außenlager Gusen verlegt, wo ihm die Häftlingsnummer 10.457 zugeteilt wurde. Er kam noch vor Jahresende, am 5. Dezember 1941, in Gusen ums Leben. Seine Witwe, Anastasia Benéitez Gutiérrez, erhielt von der Regierung der Bundesrepublik Deutschland eine monatliche Pensionszahlung von 220 DM. |
|              | IN VADILLO DE LA GUAREÑA LEBTE MIGUEL FULGENCIO ROMÁN GEBOREN 1903 EXIL 1939 FRANKREICH INTERNIERT IN ALTENGRABOW DEPORTIERT 1941 MAUTHAUSEN-ST. LAMBRECHT BEFREIT                    | Plaza de Alemania | Miguel Fulgencio Román wurde am 29. September 1903 in Vadillo de la Guareña geboren. Er wurde von deutschen Truppen gefangen genommen und war zuerst in Altengrabow interniert. Am 26. April 1941 wurde er in das KZ Mauthausen deportiert und dort mit der Nummer 3.790 registriert. Er wurde in das Außenlager Sankt Lambrecht verlegt, wo er für Zwangsarbeit am Bau eingeteilt wurde. Er konnte den Untergang des NS-Regimes überleben und wurde am 5. Mai 1945 befreit. |
|              | IN CAÑIZAL LEBTE EUFEMIO GARCÍA GARCÍA GEBOREN 1881 EXIL 1939 FRANKREICH INTERNIERT IN ANGOULÊME DEPORTIERT 1940 MAUTHAUSEN-GUSEN ERMORDET 19.12.1941 SCHLOSS HARTHEIM                | Plaza de Alemania | Eufemio García García wurde am 17. September 1881 in Cañizal geboren. Er wurde von deutschen Truppen gefangen genommen und war zuerst in Angoulême interniert. Am 28. August 1940 wurde er in das KZ Mauthausen deportiert und dort mit der Nummer 3.953 registriert. Am 24. Januar 1941 wurde er in das Außenlager Gusen verlegt, wo ihm die Häftlingsnummer 9.258 zugeteilt wurde. Er wurde noch vor Jahresende ermordet – am 19. Dezember 1941 in der Tötungsanstalt Hartheim. |
|              | IN OTERO DE BODAS LEBTE SANTIAGO HERNÁNDEZ ÁLVAREZ GEBOREN 1916 EXIL 1939 FRANKREICH INTERNIERT IN FALLINGBOSTEL DEPORTIERT 1940 MAUTHAUSEN-GUSEN ERMORDET 23.9.1941 SCHLOSS HARTHEIM | Plaza de Alemania | Santiago Hernández Álvarez wurde am 22. April 1916 in Otero de Bodas geboren. Sein Vater war Engracia Álvarez Ferrero. Er wurde von deutschen Truppen gefangen genommen und war zuerst in Fallingbostel interniert. Seine Häftlingsnummer dort war 41.664. Am 8. September 1940 wurde er in das KZ Mauthausen deportiert und dort mit der Nummer 4.349 registriert. Am 24. Januar 1941 wurde er in das Außenlager Gusen verlegt, wo ihm die Häftlingsnummer 9.336 zugeteilt wurde. Er wurde am 23. September 1941 in der Tötungsanstalt Hartheim ermordet. Seine Mutter erhielt von der Regierung der Bundesrepublik Deutschland eine monatliche Pensionszahlung von 128 DM.                                                                         |
|              | IN TORO LEBTE EMETERIO HERNÁNDEZ PINILLA GEBOREN 1900 EXIL 1939 FRANKREICH INTERNIERT IN KREMS-GNEIXENDORF DEPORTIERT 1941 MAUTHAUSEN-ST. LAMBRECHT BEFREIT                           | Plaza de Alemania | Emeterio Hernández Pinilla wurde am 30. August 1900 in Toro geboren. Er wurde Carabinero de la República, arbeitete also im Polizeidienst. Er wurde von deutschen Truppen gefangen genommen und war zuerst in Gneixendorf in der Gemeinde Krems interniert. Am 19. Dezember 1941 wurde er in das nahe gelegene KZ Mauthausen deportiert und dort mit der Nummer 4.505 registriert. Er wurde in das Außenlager Sankt Lambrecht verlegt, wo er für Zwangsarbeit am Bau eingeteilt wurde. Er konnte den Untergang des NS-Regimes überleben und wurde am 5. Mai 1945 befreit. |
|              | IN PEQUE LEBTE GABRIEL LANSEROS LOBATO GEBOREN 1906 EXIL 1939 FRANKREICH INTERNIERT IN SANDBOSTEL DEPORTIERT 1941 MAUTHAUSEN-GUSEN ERMORDET 7.2.1942                                  | Plaza de Alemania | Gabriel Lanseros Lobato wurde am 2. März 1906 in Peque geboren. Er wurde von deutschen Truppen gefangen genommen und war zuerst in Sandbostel interniert. Seine Häftlingsnummer dort war 83.478. Am 3. März 1941 wurde er in das KZ Mauthausen deportiert und dort mit der Nummer 3.470 registriert. Am 20. Oktober 1941 wurde er in das Außenlager Gusen verlegt, wo ihm die Häftlingsnummer 13.886 zugeteilt wurde. Dort überlebte er nicht einmal vier Monate, er kam am 7. Februar 1942 in Gusen um. |
|              | IN VALCABADO DEL PAN LEBTE ALFONSO LOZANO BORREGO GEBOREN 1919 EXIL 1939 FRANKREICH INTERNIERT IN ALTENGRABOW DEPORTIERT 1941 MAUTHAUSEN-GUSEN ERMORDET 25.11.1942                    | Plaza de Alemania | Alfonso Lozano Borrego wurde am 12. August 1919 in Valcabado del Pan geboren. Er ging ins Exil nach Frankreich, wurde von deutschen Truppen gefangen genommen und war zuerst in Altengrabow interniert. Seine Häftlingsnummer dort war 8.062. Am 26. April 1941 wurde er in das KZ Mauthausen deportiert und dort mit der Nummer 4.336 registriert. Am 20. Oktober 1941 wurde er in das Außenlager Gusen verlegt, wo ihm die Häftlingsnummer 14.034 zugeteilt wurde. Er kam am 25. November 1942 in Gusen ums Leben. |
|              | IN VALDESPINO LEBTE JOSÉ MARTÍNEZ COBREROS GEBOREN 1903 EXIL 1939 FRANKREICH INTERNIERT IN HOHENSTEIN DEPORTIERT 1940 MAUTHAUSEN-GUSEN ERMORDET 9.12.1941                             | Plaza de Alemania | José Martínez Cobreros wurde am 16. September 1903 in Vallespino in der Gemeinde Robleda-Cervantes geboren. Er ging ins Exil nach Frankreich, wurde von deutschen Truppen gefangen genommen und war zuerst in Hohenstein interniert. Am 9. August 1940 wurde er in das KZ Mauthausen deportiert und dort mit der Nummer 3.691 registriert. Am 17. Februar 1941 wurde er in das Außenlager Gusen verlegt, wo ihm die Häftlingsnummer 10.321 zugeteilt wurde. Aufgrund der inhumanen Verhältnisse im Lager und der Schwerstarbeit kam er noch vor Jahresende, am 9. Dezember 1941, in Gusen ums Leben. |
|              | IN TOLA LEBTE MARCOS MEZQUITA DOMÍNGUEZ GEBOREN 1908 EXIL 1939 FRANKREICH VERHAFTET 21.5.1944 COMPIEGNE DEPORTIERT 1944 NEUENGAMME BEFREIT                                            | Plaza de Alemania | Marcos Mezquita Domínguez wurde am 25. April 1908 in Tola in der Gemeinde Rábano de Aliste geboren. Er ging ins Exil nach Frankreich, wurde von deutschen Truppen gefangen genommen und war ab 21. Mai 1944 in Compiègne interniert. Am 25. Mai 1944 wurde er in das KZ Neuengamme deportiert und dort mit der Nummer 32.015 registriert. Er konnte den Untergang des NS-Regimes überleben und wurde 1945 befreit. |
|              | IN SAN ROMÁN DE SANABRIA LEBTE RICARDO PRADO RODRÍGUEZ GEBOREN 1911 EXIL 1939 FRANKREICH INTERNIERT IN FALLINGBOSTEL DEPORTIERT 1941 MAUTHAUSEN-GUSEN ERMORDET 18.10.1941             | Plaza de Alemania | Ricardo Prado Rodríguez wurde am 20. November 1911 in San Román de Sanabria in der Gemeinde Cobreros geboren. Er ging ins Exil nach Frankreich, wurde von deutschen Truppen gefangen genommen und war zuerst in Fallingbostel interniert. Seine Häftlingsnummer dort war 87.386. Am 27. Januar 1941 wurde er in das KZ Mauthausen deportiert und dort mit der Nummer 6.736 registriert. Am 17. Februar 1941 wurde er in das Außenlager Gusen verlegt, wo ihm die Häftlingsnummer 9.881 zugeteilt wurde. Er kam am 18. Oktober 1942 in Gusen ums Leben. |
|              | IN RIBADELAGO LEBTE DAVID PUENTE SEOANE GEBOREN 1918 EXIL 1939 FRANKREICH INTERNIERT IN FALLINGBOSTEL DEPORTIERT 1941 MAUTHAUSEN BEFREIT                                              | Plaza de Alemania | David Puente Seoane wurde am 17. März 1918 in Ribadelago in der Gemeinde Galende geboren. Er wurde von deutschen Truppen gefangen genommen und war zuerst in Fallingbostel interniert. Am 22. Januar 1941 wurde er in das KZ Mauthausen deportiert und dort mit der Nummer 6.114 registriert. Er konnte den Untergang des NS-Regimes überleben und wurde am 5. Mai 1945 befreit. |
|              | IN ZAMORA LEBTE JOSÉ RAMOS CARVAJAL GEBOREN 1915 EXIL 1939 FRANKREICH INTERNIERT IN MOOSBURG DEPORTIERT 1940 MAUTHAUSEN-GUSEN BEFREIT                                                 | Plaza de Alemania | José Ramos Carvajal wurde am 27. August 1915 in Zamora geboren. Er ging ins Exil nach Frankreich, wurde von deutschen Truppen gefangen genommen und war zuerst in Moosburg interniert. Am 6. August 1940 wurde er in das KZ Mauthausen deportiert und dort mit der Nummer 3.317 registriert. Von dort wurde er in das Außenlager Gusen verlegt, wo ihm die Häftlingsnummer 44.354 zugeteilt wurde. Er wurde schließlich nach Mauthausen zurückgeschickt, konnte dort den Untergang des NS-Regimes überleben und wurde am 5. Mai 1945 befreit. |
|              | IN ZAMORA LEBTE CARLOS REDONDO FLORES GEBOREN 1879 EXIL 1939 FRANKREICH VERHAFTET 9.8.1944 BORDEAUX DEPORTIERT 1944 DACHAU ERMORDET 9.3.1945                                          | Plaza de Alemania | Carlos Redondo Flores wurde am 22. September 1879 in Zamora geboren. Seine Eltern waren Pedro Redondo Téllez und Josefa Flores Lozano, die Familie lebte in der C. San Andrés, 37. Er ging ins Exil nach Frankreich, wurde von deutschen Truppen gefangen genommen und wurde am 9. August 1944 in Bordeaux verhaftet. Am 28. August 1944 wurde er in das KZ Dachau deportiert. Er kam dort am 9. März 1945 ums Leben. |
|              | IN VILLALPANDO LEBTE RICARDO RICO PALENCIA GEBOREN 1915 EXIL 1939 FRANKREICH INTERNIERT IN STRASSBURG DEPORTIERT 1940 MAUTHAUSEN-ST. LAMBRECHT BEFREIT                                | Plaza de Alemania | Ricardo Rico Palencia wurde am 19. Oktober 1915 in Villalpando geboren. Er ging ins Exil nach Frankreich und wurde von deutschen Truppen in Straßburg gefangen genommen. Am 13. Dezember 1940 wurde er in das KZ Mauthausen deportiert und dort mit der Nummer 5.189 registriert. Von dort wurde er in das Außenlager Gusen verlegt, wo ihm die Häftlingsnummer 44.350 zugeteilt wurde. Er konnte den Untergang des NS-Regimes überleben und wurde am 5. Mai 1945 befreit. |
|              | IN FRESNO DE LA CARBALLEDA LEBTE ERNESTO RODRÍGUEZ MÍGUEZ GEBOREN 1909 EXIL 1939 FRANKREICH INTERNIERT IN FALLINGBOSTEL DEPORTIERT 1941 MAUTHAUSEN ERMORDET 31.10.1942                | Plaza de Alemania | Ernesto Rodríguez Míguez wurde am 13. Februar 1909 in Fresno de la Carballeda in der Gemeinde Mombuey geboren. Er ging ins Exil nach Frankreich, wurde von deutschen Truppen gefangen genommen und in Fallingbostel interniert. Seine Häftlingsnummer dort war 87.466. Am 27. Januar 1941 wurde er in das KZ Mauthausen deportiert und wurde dort mit der No. 6.523 registriert. Er kam dort am 31. Oktober 1942 ums Leben. |
|              | IN LA BOVEDA DE TORO LEBTE LUIS RODRÍGUEZ MOYANO GEBOREN 1911 EXIL 1939 FRANKREICH INTERNIERT IN FALLINGBOSTEL DEPORTIERT 1941 MAUTHAUSEN-GUSEN ERMORDET 19.12.1941                   | Plaza de Alemania | Luis Rodríguez Moyano wurde am 19. August 1911 in La Bóveda de Toro geboren. Er ging ins Exil nach Frankreich, wurde von deutschen Truppen gefangen genommen und war zuerst in Fallingbostel interniert. Seine Häftlingsnummer dort war 87.280. Am 27. Januar 1941 wurde er in das KZ Mauthausen deportiert und dort mit der Nummer 6.142 registriert. Am 24. April 1941 wurde er in das Außenlager Gusen verlegt, wo ihm die Häftlingsnummer 13.357 zugeteilt wurde. Er kam am 19. Dezember 1941 in Gusen ums Leben. |
|              | IN TORO LEBTE ROMÁN ROMERO ALCARAZ GEBOREN 1912 EXIL 1939 FRANKREICH INTERNIERT IN FALLINGBOSTEL DEPORTIERT 1941 MAUTHAUSEN-GUSEN ERMORDET 1.1.1942                                   | Plaza de Alemania | Román Romero Alcaraz wurde am 9. August 1912 in Toro geboren. Er ging ins Exil nach Frankreich, wurde von deutschen Truppen gefangen genommen und war zuerst in Fallingbostel interniert. Seine Häftlingsnummer dort war 375-Z. Am 27. Januar 1941 wurde er in das KZ Mauthausen deportiert und dort mit der Nummer 6.152 registriert. Am 29. März 1941 wurde er in das Außenlager Gusen verlegt, wo ihm die Häftlingsnummer 11.568 zugeteilt wurde. Er kam am 1. Januar 1942 in Gusen ums Leben. |
|              | IN MICERECES DE TERA LEBTE JUAN ANTONIO TURIEL FURONES GEBOREN 1913 EXIL 1939 FRANKREICH VERHAFTET 18.6.1944 COMPIEGNE DEPORTIERT 1944 DACHAU, ALLACH, KEMPTEN BEFREIT                | Plaza de Alemania | Juan Antonio Turiel Furones wurde am 2. Mai 1913 in Micereces de Tera geboren. Er ging ins Exil nach Frankreich und wurde von deutschen Truppen am 18. Juni 1944 in Compiègne gefangen genommen. Am 20. Juni 1944 wurde er in das KZ Dachau deportiert und dort mit der Nummer 74.060 registriert. Er konnte den Untergang des NS-Regimes überleben und wurde in einem der Außenlager des KZ Dachau befreit. |
|              | IN BENAVENTE LEBTE PEDRO VEGA VICENTE GEBOREN 1916 EXIL 1939 FRANKREICH INTERNIERT IN BATHORN DEPORTIERT 1941 MAUTHAUSEN-GUSEN ERMORDET 15.11.1941                                    | Plaza de Alemania | Pedro Vega Vicente wurde am 9. Juli 1916 in Benavente geboren. Er ging ins Exil nach Frankreich, wurde von deutschen Truppen gefangen genommen und in Bathorn interniert. Seine Häftlingsnummer dort war 4.280. Am 22. Juli 1941 wurde er in das KZ Mauthausen deportiert und dort mit der Nummer 3.512 registriert. Am 20. Oktober 1941 wurde er in das Außenlager Gusen verlegt, wo ihm die Häftlingsnummer 13.421 zugeteilt wurde. Er kam am 15. November 1941 in Gusen ums Leben. |
|              | IN ALFARAZ DE SAYAGO LEBTE AGUSTÍN VILLAMOR PRIETO GEBOREN 1896 EXIL 1939 FRANKREICH INTERNIERT IN STRASSBURG DEPORTIERT 1940 MAUTHAUSEN-GUSEN ERMORDET 29.12.1941                    | Plaza de Alemania | Agustín Villamor Prieto wurde am 27. Januar 1896 in Alfaraz de Sayago geboren. Er ging ins Exil nach Frankreich, wurde von deutschen Truppen gefangen genommen und in Strassburg interniert. Seine Häftlingsnummer dort war 2.557. Am 13. Dezember 1940 wurde er in das KZ Mauthausen deportiert und dort mit der Nummer 5.336 registriert. Am 17. Februar 1941 wurde er in das Außenlager Gusen verlegt, wo ihm die Häftlingsnummer 10.577 zugeteilt wurde. Er kam am 29. Dezember 1941 in Gusen ums Leben. |
|              | IN BENEGILES LEBTE APOLINAR VILLAR TORIO GEBOREN 1906 EXIL 1939 FRANKREICH INTERNIERT IN KREMS-GNEIXENDORF DEPORTIERT 1941 MAUTHAUSEN BEFREIT                                         | Plaza de Alemania | Apolinar Villar Torío wurde am 21. Juli 1906 in Benegiles geboren. Er ging 1939 ins Exil nach Frankreich, wurde von deutschen Truppen gefangen genommen und war zuerst in Gneixendorf in der Gemeinde Krems interniert. Am 19. Dezember 1941 wurde er in das nahe gelegene KZ Mauthausen deportiert und dort mit der Nummer 4.630 registriert. Er musste Zwangsarbeit verrichten. Er konnte den Untergang des NS-Regimes überleben und wurde am 5. Mai 1945 befreit. |

## Verlegedatum
Die Verlegungen erfolgten am 5. Mai 2021.